# ТВ-18 «Стрипа»
18-й (Чортківський) Тактичний відтинок «Стрипа» належав до Військової округи-3 «Лисоня», групи УПА-Захід. 
Командири: хорунжий «Крук» (Федик Богдан)(01.05.1945 — †7.05.1945); старший булавний «Бистрий» (Хамчук Петро) (06.1945 - 06.1946, демобілізація, †21.01.1947)
- Відд. ?? «Сірі вовки» – сотенний «Хмель» (Скринчук або Курульчук Микола, арешт. 15.06.1945), сотенний «Рубач» (Щикульський Іван, 06.1945 - демобілізація 10.1946, †03.1949)
- Відд. ?? «Чорноморці» – сотенний «Жук» (09.1944 - 04.1945), сотенний «Сич» (Кульчицький Іван, 04.1945 - †06.1945), сотенний «Ростислав» (Наконечний Онуфрій, 08.1945 - арешт. 10.09.1945), сотенний «Зрив» (1945 - 1947)